# Xichong
Xichong, tidigare stavat Sichung, är ett härad som lyder under Nanchongs stad på prefekturnivå i Sichuan-provinsen i sydvästra Kina. Det ligger omkring 170 kilometer öster om provinshuvudstaden Chengdu.